# Лібанова Елла Марленівна
Е́лла Марле́нівна Ліба́нова (нар. 12 лютого 1950, Київ) — українська соціоекономістка та, демографка, експертка з економіки праці. Академік Національної академії наук України (2009), доктор економічних наук (1992), професор (2000), заслужений економіст України (2002). Академік-секретар Відділення економіки Національної академії наук України. Директор Інституту демографії та соціальних досліджень ім. М. В. Птухи Національної академії наук України. Перша за роки існування НАНУ жінка – член її президії.

## Біографія
Народилася 12 лютого 1950 року у місті Києві.
У 1971 році закінчила Київський інститут народного господарства ім. Д. С. Коротченка. З 1971 по 1977 рік працювала у Київському інституті народного господарства ім. Д. С. Коротченка (інженерка, згодом — молодша наукова співробітниця).
У 1977 році у цьому інституті захистила кандидатську дисертацію на тему «Статистико-економічний аналіз ефективності виробництва» по спеціальності «Статистика».

### в Україні
З 1977 по 2000 рік працювала у Раді з вивчення продуктивних сил України НАН України (спочатку старшою інженеркою, потім завідувачкою відділу).
У 1992 році захистила докторську дисертацію на тему «Методологія і методика соціально-економічної оцінки тривалості життя та трудової активності населення регіонів України» по спеціальності «Розміщення продуктивних сил і регіональна економіка» у Київському національному економічному університет ім.В.Гетьмана .
з 2000 року — професор зі спеціальності «Демографія, економіка праці, соціальна економіка і політика» .
З 2000 по 2005 — наукова консультантка Президента України Леоніда Кучми.
У 2002 році обрана членкинею-кореспонденткою НАН України зі спеціальності «Економіка праці».
З травня 2003 — заступниця директора з наукової роботи Інституту демографії та соціальних досліджень ім. М.В.Птухи, створеного нею спільно із академіком НАН України С. І. Пирожковим.
З 16 березня 2007 року очолює Інститут демографії та соціальних досліджень імені М.В.Птухи НАН України
З квітня 2009 року академік-секретар відділення економіки НАН України зі спеціальності «Соціоекономіка» .
28 квітня 2021 року захистила докторську дисертацію на тему «Бідність населення України: методологія, методика та практика аналізу» по спеціальності «демографія, економіка праці, соціальна економіка та політика» у Київському національному економічному університет ім.В.Гетьмана .
Професор кафедри статистики та демографії економічного факультету Київського національного університету ім.Т.Шевченка, викладає курс «Соціальна статистика».
Професор Національної академії державного управління при Президентові України.
Під її керівництвом захищено 2 дисертації на здобуття наукового ступеня доктора економічних наук і 14 дисертацій на здобуття наукового ступеня кандидата економічних наук.
У листопаді-грудні 2021 року пройшла програму підвищення кваліфікації у Київському національному економічному університеті імені Вадима Гетьмана .

## Інтереси та членство в українських організаціях
Членкиня Комітету з державних премій України в галузі науки і техніки та заступник голови відповідної секції .
Членкиня Координаційного центру з питань здійснення пенсійної реформи, редколегії журналів «Україна: аспекти праці», «Економіка і прогнозування», «Економіка промисловості», «Економіка України», «Статистика України»‚ «Людина і політика», «Соціальний захист» . 
Заступниця голови спеціалізованої вченої ради із захисту дисертацій на здобуття наукового ступеня доктора економічних наук зі спеціальності «демографія‚ економіка праці та соціальна політика» в Інституті демографії та соціальних досліджень НАН України. 
Членкиня спеціалізованої вченої ради із захисту дисертацій на здобуття наукового ступеня доктора економічних наук зі спеціальності «статистика» в Київському національному економічному університеті ім.В.Гетьмана .
Запровадила методику вимірювання людського розвитку на рівні областей, яка нині має статус офіційної і використовується Держкомстатом України для щорічних розрахунків.
У 2004 виступила співавторкою монографії «Бюджетна політика у контексті стратегії соціально-економічного розвитку України» разом із Миколою Азаровим.
Була керівницею робочих груп із підготовки тематичних доповідей «Проблема бідності в контексті політики соціально-економічних перетворень та стратегії реформ», «Становлення середнього класу в Україні», «Демографічна ситуація в Україні: проблеми та перспективи», «Становлення та розвиток ринку праці в Україні: проблеми та перспективи розв'язання», Послань Президента України Леоніда Кучми до Верховної Ради України у 2000, 2001, 2002 та 2003 роках, співавторкою Послання Президента України до Верховної Ради України 2005 року, співкерівником та співавтором серії Національних доповідей.
Керівниця робочої групи та співавторка Концепції та Стратегії демографічного розвитку України до 2015 року.
З квітня 2020 року входить до складу Ради з питань економічного розвитку України, тимчасового консультативно-дорадчого органу Кабінету Міністрів України.

## Членство в міжнародних організаціях
Є членкинею Міжнародного союзу демографів.
з 2012 р. є експерткою міжнародної експертизи у Європейській комісії, Всесвітньому економічному форумі . Була експерткою консультативних групи з підготовки 25-ї та 26-ї Доповіді про стан людського розвитку (Human Development Report) (2016-2017), для Європейської комісії, Всесвітнього економічного форуму .
Вільно володіє англійською, має членство у міжнародних організаціях включає участь у таких організаціях, як Міжнародна організація з наукового дослідження населення (IUSSP), Міжнародного консорціуму з питань управління державними фінансами (ICGFM), Європейської асоціації економістів праці (EALE), Міжнародного Інституту статистики (ISI), Міжнародної асоціації статистиків з обстежень (IASS).

## Позиція щодо демографії
21 серпня 2023 заявила, що «говорити про відновлення чисельності населення українців — це популізм і дурниці і це неможливо, бо проблема не тільки українська, а й загальноєвропейська», заявила що «до 2035 року українців може залишитися менше 30 мільйонів».
29 січня 2024 сказала, що «у найближчому майбутньому українців не буде 40 мільйонів і що шлях до збереження трудових ресурсів полягає у потужній імміграції людей із іншою культурою, з іншою релігією, з іншим способом життя, хоча місцеве населення до цього не готове».
15 червня 2024 сказала, що якщо після війни не вдасться повернути своїх біженців додому, то в Україну доведеться запрошувати до 300 тис. мігрантів щороку і скоріше за все це будуть люди з менш розвинених країн.

## Відзнаки та нагороди
- Почесна грамота Кабінету Міністрів України (2003)[14]
- Подяка Кабінету Міністрів України (2004)
- Орден княгині Ольги III ступеня (2009)[15]
- Лауреатка Премії НАН України імені М. І. Туган-Барановського (2011)
- Лауреатка Всеукраїнської премії «Жінка ІІІ тисячоліття» в номінації «Знакова постать» (2012).
- Орден княгині Ольги II ступеня (2013)[16]
- Орден княгині Ольги І ступеня (23 серпня 2021) — за значний особистий внесок у державне будівництво, зміцнення обороноздатності, соціально-економічний, науково-технічний, культурно-освітній розвиток Української держави, вагомі трудові досягнення, багаторічну сумлінну працю та з нагоди 30-ї річниці незалежності України[17]

## Праці
Є авторкою понад 200 праць, опублікованих в українських та міжнародних наукових виданнях, зокрема понад 30 наукових публікацій у міжнародних виданнях — ООН‚ Світового банку‚ ЮНІСЕФ‚ МОП тощо.
У тому числі:
- Бідність населення України: методологія, методика та практика аналізу: монографія / Е. М. Лібанова; Держ. вищ. навч. закл. «Київ. нац. екон. ун-т ім. В.Гетьмана», НАН України, Ін-т демографії та соц. дослідж. — К., 2008. — 330 с. — ISBN 978-966-483-197-7. — укр.
- Бюджетна політика у контексті стратегії соціально-економічного розвитку України: Моногр.: У 6 т. Т. 2. Соціальна спрямованість бюджетної політики / М. Я. Азаров, Ф. О. Ярошенко, Е. М. Лібанова, В. Б. Альошин, О. М. Білянський, А. Г. Богомолов, Є. М. Бойко, З. С. Варналій, О. Д. Василик, С. С. Гасанов; Н.-д. фін. ін-т при М-ві фінансів України. — К., 2004. — 376 с. — ISBN 966-7675-20-3. — укр.
- Гуманітарна сфера України: проблеми і шляхи формування / Б. М. Данилишин, С. І. Дорогунцов, В. І. Куценко, Е. М. Лібанова, С. І. Бандур, І. В. Черничко; НАН України. Рада по вивч. продукт. сил України. — К., 2000. — 95 с. — ISBN 966-02-1642-4. — укр.
- Демографічна криза в Україні: її причини та наслідки: Моногр. / Е. М. Лібанова, С. І. Пирожков, Н. С. Власенко, Г. В. Герасименко, О. В. Макарова, О. Г. Осауленко, О. В. Позняк, І. І. Проніна, Л. Н. Стельмах; Ін-т демографії та соц. дослідж. НАН України, Держ. ком. статистики України. — К., 2003. — 230 с. — ISBN 966-02-3149-0. — укр.
- Демографічна криза в Україні: причини та наслідки / Н. С. Власенко, Г. В. Герасименко, Е. М. Лібанова, О. В. Макарова, О. Г. Осауленко; Ред.: С. І. Пирожков; Ін-т демографії та соц. дослідж. НАН України, Держ. ком. статистики України. — К., 2003. — 232 с. — укр.
- Демографічні чинники бідності: [монографія] / Ред.: Е. М. Лібанова; Ін-т демографії та соц. дослідж. НАН України, Держ. ком. статистики України, Укр. центр соц. реформ, Фонд народонаселення ООН. — К., 2009. — 184 с. — Бібліогр.: с. 132—135. — ISBN 978-966-02-5298-1. — укр.
- Економічна безпека: навч. посіб. / З. С. Варналій, П. В. Мельник, Л. Л. Тарангул, Е. М. Лібанова, В. І. Кириленко, В. А. Кредісов, І. І. Мазур, А. І. Сухоруков, Я. В. Белінська, Т. Г. Васильців. — К.: Знання, 2009. — 647 с. — N 20100513. — ISBN 978-966-346-761-0. — укр.
- Зовнішні трудові міграції населення України: Моногр. / Ред.: Е. М. Лібанова; О. В. Позняк; Рада по вивч. продукт. сил України НАН України. — К., 2002. — 206 с. — Бібліогр.: с. 179—180. — ISBN 966-02-2603-9. — укр.
- Інформація про виконання інноваційного проекту «Розробка механізму реалізації інноваційних складових людського розвитку» / Е. М. Лібанова, Л. С. Лісогор // Наука та інновації. — 2008. — 4, N 2. — С. 49-50. — укр.
- Комплексний демографічний прогноз України на період до 2050 р: Моногр. / Н. С. Власенко, Е. М. Лібанова, О. В. Макарова, С. І. Пирожков, О. В. Позняк, Л. М. Стельмах, Г. Ю. Швидка, П. Є. Шевчук; Фонд народонаселення ООН, Ін-т демографії та соц. дослідж., Держ. ком. статистики України, Укр. центр соц. реформ. — К., 2006. — 137 с. — ISBN 966-8998-22-7. — укр.
- Власенко Н. С., Герасименко Г. В., Лібанова Е. М., Онікієнко В. В. Людський розвиток в Україні: 2004 р.: Щоріч. наук.-аналіт. доп. / Ред.: Е. М. Лібанова; Ін-т демографії та соц. дослідж. НАН України, Держ. Ком. статистики України. — К., 2004. — 264 с. — укр.
- Людський розвиток в Україні: інноваційний вимір: монографія / Ред.: Е. М. Лібанова; Ін-т демографії та соц. дослідж. НАН України, Прогр. розв. ООН в Україні. — К., 2008. — 316 c. — Бібліогр.: с. 306—315. — ISBN 978-966-02-4847-2. — укр.
- Людський розвиток в Україні: можливості та напрями соціальних інвестицій: Моногр. / Ред.: Е. М. Лібанова; НАН України. Ін-т демографії та соц. дослідж., Держ. ком. статистики України. — К., 2006. — 356 с. — ISBN 966-02-3894-0. — укр.
- Людський розвиток регіонів України: аналіз та прогноз: моногр. / Ред.: Е. М. Лібанова; НАН України. Ін-т демографії та соц. дослідж. — К., 2007. — 327 с. — Бібліогр.: с. 303—311. — ISBN 978-966-02-44*81-8. — укр.
- Молодь та молодіжна політика в Україні: соціально-демографічні аспекти / За ред. Е. М. Лібанової. — К.: Інститут демографії та соціальних досліджень ім. М. В. Птухи НАН України, 2010. — 248 с.
- Населення України. Народжуваність в Україні у контексті суспільно-трансформаційних процесів: монографія / Е. М. Лібанова, С. Ю. Аксьонова, В. Г. Бялковська, Н. Я. Жилка, О. О. Коломієць; Ін-т демографії та соц. дослідж. НАН України, Держ. ком. статистики України. — К.: АДЕФ-Україна, 2008. — 288 с.: рис., табл. — ISBN 978-966-02-5051-2. — укр.
- Населення України. Соціально-демографічні проблеми українського села: монографія / Ред.: Е. М. Лібанова; Ін-т демографії та соц. дослідж. НАН України, Фонд народонаселення ООН, Держ. ком. статистики України, Укр. центр соц. реформ. — К., 2007. — 468 с. — ISBN 978-966-409-041-1. — укр.
- Національна система загальнообов'язкового державного соціального страхування: сучасні проблеми та стратегія розвитку: Моногр. / Е. М. Лібанова, В. М. Новіков, О. В. Макарова, У. Я. Садова, Н. І. Андрусишин, Г. В. Герасименко, І. О. Курило, І. О. Крючкова, І. В. Крючкова, П. Б. Лєвін; Ін-т демографії та соц. дослідж. НАН України. — К., 2006. — 178 с. — Бібліогр.: 17 назв. — ISBN 966-02-3895-9. — укр.
- Низька тривалість життя населення — основний прояв тотальної демографічної кризи в Україні / Е. М. Лібанова // Журн. Акад. мед. наук України. — 2007. — 13, N 3. — С. 411—447. — укр.
- Новий курс: реформи в Україні. 2010—2015. Національна доповідь / за заг. ред. В. М. Гейця [та ін.]. — К.: НВЦ НБУВ, 2010. — 232 с.
- Перехідна економіка: Підруч. для студ. вищ. навч. закл., що навч. за освіт.-профес. прогр. підготов. бакалавра напряму «Економіка та підприємництво» / В. М. Геєць, Є. Г. Панченко, Е. М. Лібанова, З. С. Варналій, А. А. Гриценко. — К.: Вища шк., 2003. — 592 с.: рис. — Бібліогр.: с. 505—508. — ISBN 966-642-166-6. — укр.
- Перший Всеукраїнський перепис населення: історичні, методологічні, соціальні, економічні, етнічні аспекти / Н. С. Власенко, І. О. Курило, Е. М. Лібанова, О. Г. Осауленко, О. Е. Остапчук, О. В. Позняк, В. Г. Саріогло, Л. М. Стельмах, В. С. Стешенко; Ін-т демографії та соц. дослідж. НАН України, Держ. ком. статистики України. — К.: ІВЦ Держкомстату України, 2004. — 558 с. — укр.
- Підвищення пенсійного віку: необхідність чи вигадка лібералів? / Е. Лібанова // Людина і політика. — 2000. — N 6. — С. 54-61. — Бібліогр.: 6 назв. — укр.
- Права працюючих жінок в Україні = Women Workers'Rights in Ukraine / М. Г. Ахаладзе, Т. Ю. Ахаладзе, В. І. Костриця, Е. М. Лібанова, Є. М. Луценко, Г. В. Осовий, О. О. Яременко; Ред.: О. О. Яременко; Держ. ком. України у справах сім'ї та молоді, Укр. ін-т соц. дослідж. — К., 1999. — 160 с. — ISBN 966-7541-03-7. — укр.
- Проблеми нерівності у контексті людського розвитку / Е. Лібанова // Людина і політика. — 1999. — N 3. — С. 57-65. — Бібліогр.: 14 назв. — укр.
- Ринок праці в економічній системі: Навч. посіб. для студ. вищ. навч. закл. екон. спец. / Е. М. Лібанова, Д. П. Мельничук. — Житомир: ЖІТІ, 2002. — 261 c. — Бібліогр.: 16 назв. — ISBN 966-683-056-6. — укр.
- Роль інформації у формуванні ринкової економіки: Моногр. / Ю. Бажал, В. Бакуменко, І. Бондарчук, Н. Грицяк, О. Кілієвич, Е. Лібанова, І. Міхаліна, В. Мунтіян, В. Ребкало, В. Тертичка; Нац. акад. держ. упр. при Президентові України, Ін-т підвищ. кваліфікації кер. кадрів. — К.: К. І. С., 2004. — 348 с. — ISBN 966-8039-44-0. — укр.
- Сільська молодь України в період політичних та економічних трансформацій: настрої, орієнтації, сподівання / Є. І. Бородін, О. А. Ганюков, П. Ю. Дупленко, І. В. Залозна, Г. І. Купалова, Е. М. Лібанова, Я. В. Немирівський, М. П. Перепелиця, О. В. Позняк; Ред.: В. І. Довженко; Укр. ін-т соц. дослідж. — К.: Академпрес, 1998. — 168 с. — Бібліогр.: с. 162—167. — ISBN 966-95031-7-5. — укр.
- Сім'я та сімейні відносини в Україні: сучасний стан і тенденції розвитку: монографія / Е. М. Лібанова, С. Ю. Аксьонова, В. Г. Бялковська, О. А. Васильєв, О. О. Коломієць, Б. О. Крикун; Ін-т демографії та соц. дослідж. НАН України, Укр. центр соц. реформ, Фонд народонаселення ООН. — К., 2009. — 247 с. — ISBN 978-966-02-5411-4. — укр.
- Смертність населення України у трудоактивному віці: моногр. / Е. М. Лібанова, Н. М. Левчук, Н. О. Рингач, О. П. Рудницький, С. А. Понякіна; Фонд народонаселення ООН, Ін-т демогр. та соц. дослідж., Держ. ком. статистики України, Укр. центр соц. реформ. — К., 2007. — 211 c. — ISBN 978-966-2142-01-3. — укр.
- Соціальна орієнтація ринкової економіки як передумова консолідації суспільства / Е. Лібанова // Вісн. НАН України. — 2010. — N 8. — С. 3-14. — Бібліогр.: 10 назв. — укр.
- Соціально-економічні ризики і загрози бідності в Україні: методика та практика аналізу: монографія / Е. М. Лібанова; НАН України, Ін-т демографії та соц. дослідж., Служба безпеки України, Ін-т опер. діяльн. та держ. безпеки. — Х.: Право, 2008. — 208 с. — ISBN 978-966-458-109-4. — укр.
- Трансформаційні процеси, соціальна стратифікація і перспективи становлення середнього класу / Е. М. Лібанова // Економіка і прогнозування. — 2002. — N 2. — С. 34-60. — укр.
- Ціннісні орієнтації та соціальні реалії українського суспільства / Е. Лібанова // Економіка України. — 2008. — N 10. — С. 120—136. — укр.